# 벡터 (분자생물학)
벡터(vector)는 분자생물학에서 유전 물질의 인위적 운반자로 사용되는 DNA 분자이다. 벡터는 유전자를 운반할 수 있으며, 세포 내에서 복제가 가능하며 유전자 발현이 일어날 수 있다.

## 종류
벡터에는 아래와 같은 예들이 있다.
- 플라스미드 - 원핵생물과 균류에서 발견되며 제한효소로 플라스미드를 자르기 용이하여 많이 사용되는 벡터이다. 제한효소로 절단되었을 때 점착성 말단이 형성되면 DNA 연결이 용이하다. 플라스미드에는 유전적표지의 역할을 하는 엠피실린, 카나마이신, 클로람페니클 등의 항생제 내성유전자가 있으며 진핵생물과 복제원점이 달라 플라스미드가 발현되지 않는다.
- 세균인공염색체(BAC)
- 효모인공염색체(YAC)
- 레트로바이러스 - RNA바이러스의 일종으로 역전사가 가능하고 프로바이러스 형태로 세포 내 염색체에 존재가능하다. 자손세포에 전달이 가능하고 안정적으로 삽입할 수 있다는 장점이 있으나 분열중인 세포에만 사용가능하고 염색체 내 무작위적 삽입으로 돌연변이를 유발할 수 있다는 단점이 있다. 염색체 내로 무작위적 삽입되면서 종양억제유전자에 돌연변이가 생겨 암을 유발할 수 있다. 또한 체외에서만 삽입이 가능하다는 단점이 있다. 레트로바이러스는 백혈병, 에이즈를 유발하는 병원체이며 역분화줄기세포를 만들때 사용되었다.
- 아데노바이러스 - DNA바이러스의 일종으로 선형 이중가닥 DNA를 가지고 있다. 모든 세포를 감염시킬 수 있다는 장점이 있다. 또한 세포 내에 떠다니는 특징을 가지고 있어 DNA가 염색체 속으로 삽입되지 않아 돌연변이를 유발하지 않는다. 이와 같이 세포질에 있으면서 염색체와 함께 행동하며 스스로 증식하는 상태를 에피솜이라고 부른다. 하지만 대부분의 사람은 감기를 통해 아데노바이러스 항체를 대부분 갖고 있어 단점으로 작용한다. 또한 장기간 유전자발현이 불가하다.
- 비바이러스성 벡터 - 대량생산이 가능하고 위험성이 없다는 장점이 있다. 또한 바이러스 벡터는 원래의 바이러스를 재생산 할 수 있는 단점이 있는 반면 비바이러스성 벡터는 그럴 염려가 없으며 벡터에 삽입 가능한 유전자의 크기제한이 없다. 대표적인 예로는 리포솜을 들 수 있다. 하지만 효율이 낮다.

## 같이 보기
- 플라스미드
- 바이러스 매개체
- 클로닝 벡터
- 재조합 DNA
- 인간 인공 염색체
- 세균인공염색체